# Daniel Casanave
Pour les articles homonymes, voir Casanave.
Daniel Casanave, né le 16 septembre 1963 à Charleville-Mézières, est un auteur de bande dessinée, écrivain et scénographe français.

## Biographie
Daniel Casanave est né dans les Ardennes, il est inspiré dans sa jeunesse par l'illustrateur Georges Beuville, qui lui donne goût au dessin.
Il fait des études graphiques à l'école des Beaux arts de Reims.
Il travaille ensuite pour le théâtre, en tant que scénographe et dans les décors, les affiches et la conception graphique. Il fait également des dessins de presse, ainsi que des illustrations de livres pour enfant.

### Dessinateur de bande dessinée
Un livre de Pascal Rabaté lui a donné envie de s'investir dans la bande dessinée. Un contact avec un éditeur lui a permis de se lancer en s'appuyant sur le théâtre. Il propose en effet à cet éditeur l'adaptation de Ubu roi en bande dessinée. Ce premier essai, publié en 2001 est remarqué au Festival d'Angoulême 2002[réf. souhaitée].
Casanave mène une activité conjointe de dessinateur de procès d'assises à France 3 Reims et d'auteur de bande dessinée. Il a notamment dessiné en 2006 Une aventure rocambolesque d'Attila le Hun - Le fléau de Dieu, écrit par Manu Larcenet, ou encore une BD sur Baudelaire en 2007, inspirée par la pièce de théâtre de Noël Tuot. De façon générale, ses illustrations ont assez souvent accompagnés des albums s'appuyant sur des thèmes historiques ou sur la vie de romanciers et poètes : l'antiquité égyptienne, Attila le Hun, le Moyen Âge, Charles Baudelaire, Gérard de Nerval, Gustave Flaubert, Alfred Jarry, la Première Guerre mondiale et le Soldat Inconnu, l'histoire du vin, etc.
S'associant à David Vandermeulen et Yuval Noah Harari, il livre en 2020 le premier tome de Sapiens : La Naissance de l’humanité (Albin Michel). L'ouvrage figure dans la sélection pour le fauve d'or au Festival d'Angoulême 2021.

## Œuvres
- Siméon et la petite pieuvre, scénario de Bernard Jagodzinski, éd. Les 400 Coups, 2000
- Ubu roi, d'après Alfred Jarry, éd. Les 400 Coups, 2001[11]
- Les Mamelles de Tirésias, d'après Guillaume Apollinaire, éd. Le Pythagore, 2003[12]
- Macbeth, d'après William Shakespeare, éd. 6 pieds sous terre, 2004
- Ðiện Biên Phủ, adaptation de la pièce de Noël Tuot, éd. Les Rêveurs, collection « On verra bien », 2005
- L'histoire du soldat, d'après Charles-Ferdinand Ramuz, éd. 6 pieds sous terre, collection « Blanche », 2005
- Une aventure rocambolesque de...
  - Attila le Hun - Le fléau de Dieu, scénario de Larcenet, couleurs de Patrice Larcenet, éd. Dargaud, coll. « Poisson Pilote », 2006
  - Le Soldat inconnu - Crevaisons, scénario de Larcenet, couleurs de Patrice Larcenet, éd. Dargaud, coll. « Poisson Pilote », 2009[7]
- L'Amérique, adaptation du livre de Franz Kafka par Robert Cara, éd. 6 pieds sous terre, collection « Blanche »

1. Une villa aux environs de New-York, 2006
2. Sur la route de Ramsès, 2007
3. Le Théâtre de la nature d'Oklahoma, 2008
4. Intégrale, 2012

- Baudelaire, adaptation de la pièce de Noël Tuot, couleurs de Patrice Larcenet, éd. Les Rêveurs, collection « On verra bien », 2007[4]
- Une enquête du commissaire Crémèr, avec David Vandermeulen au scénario, couleurs de Patrice Larcenet, éd. Dargaud, coll. « Poisson Pilote »

1. Crémèr et le maillon faible de Sumatra, 2008
2. Crémèr et l'enquête intérieure, 2009

- Verlaine, Une Saison en Enfer avec Bernard Jagodzinski, couleurs de Patrice Larcenet, éd. les Rêveurs, 2008
- Flaubert, La dernière ligne, scénario de Philippe Jacques, couleurs de Patrice Larcenet, éd. Les Rêveurs, 2009
- Vies tranchées - Les soldats fous de la grande guerre, collectif, éd. Delcourt, 2010
- Villain, l'homme qui tua Jaurès, scénario de Frédéric Chef, éd. Altercomics, 2011
- Shelley, avec David Vandermeulen (scénario) et Patrice Larcenet (couleurs), éd. Le Lombard

1. Percy, février 2012
2. Mary, mai 2012

- Les Chroniques d'un maladroit sentimental[13], scénario de Vincent Zabus, couleurs de Patrice Larcenet, éd. Vents d'Ouest

1. Petit béguin & gros pépins, 2013
2. L'Enfant à l'écharpe, 2014

- Toi au moins, tu es mort avant, adapté du récit autobiographique de Chrónis Míssios, scénario de Myrto Reiss et Sylvain Ricard, éd. Futuropolis, 2013
- Petites histoires de la Grande Guerre, collectif, Kotoji Éditions, 2014
- Romantica, scénario de David Vandermeulen, couleurs de Patrice Larcenet, éd. Le Lombard

1. Shelley - La vie amoureuse de l'auteur de Frankestein, 2014
2. Chamisso - L'homme qui a perdu son ombre, 2014

- Propos éphémères, illustration d'aphorismes d'Alain Dantinne, livre d'artiste, éd. Arch'Libris, coll. Herbes folles, Charleville, 2015.
- L'Univers : créativité cosmique et artistique, avec Hubert Reeves, éd. Lombard, 2016, coll. Petite Bédéthèque des savoirs)
- Petit manuel de savoir-vivre en zone tempérée, Alain Dantinne - Daniel Casanave, aphorismes, éd. Voix d'encre, Montélimar, 2016
- Nerval l'inconsolé, scénario de David Vandermeulen, couleurs de Claire Champion, éd. Casterman, 2017
- Tu sais ce qu'on raconte, scénario de Gilles Rochier, couleurs de Wandrille, éd. Warum, 2017[14]
- Merdre - Jarry, le père d'Ubu, scénario de Rodolphe, éd. Casterman, collection « Écritures », 2018[6]
- Histoire dessinée de la France, t. 7 : Croisades et cathédrales, d'Aliénor à Saint Louis avec Fanny Madeline, La Découverte-La Revue Dessinée - 2019.
- Sapiens, la naissance de l'humanité, adaptation de l'ouvrage de Yuval Noah Harari, scénario de David Vandermeulen, couleurs de Claire Champion, Albin Michel, 2020[9].
- Eté brûlant à Saint-Allaire, scénario de Franck Bouysse, Albin Michel, 2022[15]  (ISBN 978-2-226471420)

## Œuvres traduites
- (br) Olivier Hensgen et Daniel Casanave,Yes Scotland, Nadoz-Vor Embannadurioù, 2014.  (ISBN 9791093241043)